# Paruline pied-blanc
Leucopeza semperi
Genre
Espèce
Statut de conservation UICN

 CR D : 
En danger critique
La Paruline pied-blanc (Leucopeza semperi) est une espèce de passereaux appartenant à la famille des Parulidae.

## Répartition
La paruline à pied-blanc est endémique de l'île de Sainte-Lucie. Il existe peu d'observations de cette paruline au cours du XXe siècle et la dernière observation certaine date de 1961. Cette espèce est peut-être éteinte. Son déclin peut être dû à l'introduction de la petite mangouste indienne sur l'île et à la destruction de son habitat.